# Muuraissaari (halvö i Ukonselkä)
Muuraissaari är en halvö i Finland. Den ligger mellan sjön Ukonselkä och den mindre sjön Pyhtönen, i kommunen Mänttä-Filpula i den ekonomiska regionen  Övre Birkalands ekonomiska region  och landskapet Birkaland, i den södra delen av landet, 220 km norr om huvudstaden Helsingfors. Över halvön finns en landsväg.